# IBM System/34
El IBM System/34 fue una computadora de gama media de IBM introducida en 1977. Fue retirada del mercado febrero de 1985. Era un sucesor multiusuario y multitarea del System/32 monousuario. Incluía dos procesadores, uno basado en el System/32 y el segundo basado en el System/3. Al igual que el System/32 y el System/3, el System/34 se programó principalmente en el lenguaje RPG II.<

## Hardware
La unidad del sistema 5340 contenía la unidad de procesamiento, el almacenamiento en disco y la unidad de disquete. Tenía varias puertas de acceso a ambos lados, y en el interior, había montajes giratorios donde se montaban las placas de circuito y las tarjetas de memoria. Pesaba 317 kg y usaba corriente eléctrica de 220V. La serie IBM 5250 de terminales era la interfaz principal para el System/34.

### Procesadores

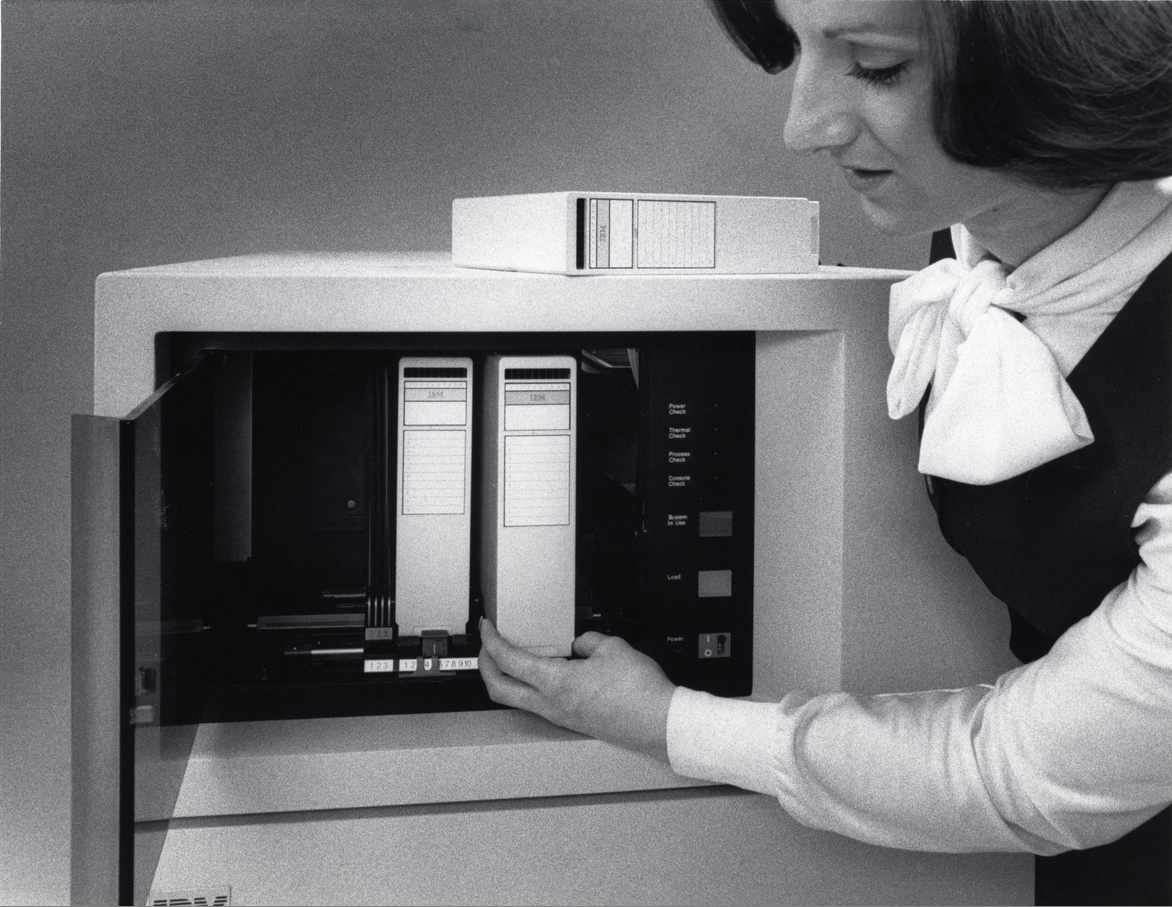
Imagen de un System/34 que muestra la unidad del cargador de disquetes

Los S/34 tenían dos procesadores, el Procesador de almacenamiento de control (CSP) y el Procesador de almacenamiento principal (MSP). El MSP fue el caballo de batalla, basado en la arquitectura System/3; ejecutaba las instrucciones de los programas de la computadora. El CSP era el gobernador, un procesador diferente con un conjunto de instrucciones diferentes similares a RISC, basado en la arquitectura System/32; realizaba funciones del sistema en segundo plano. El CSP también ejecutó las Macroinstrucciones Científicas opcionales, que eran un conjunto de operaciones de coma flotante emuladas utilizadas por el compilador System/34 Fortran y opcionalmente en código ensamblador. La velocidad de reloj de las CPU dentro de un System/34 se fijó en 1 MHz para el MSP y 4 MHz para el CSP. Los programas de utilidades especiales podían realizar llamadas directas al CSP para realizar ciertas funciones; estos suelen ser programas del sistema como $CNFIG que se utilizó para configurar el sistema.

### Memoria y almacenamiento
El S/34 más pequeño tenía 48K de RAM y un disco duro de 8,6 MB. El S/34 más grande configurado podía admitir 256 K de RAM y 256 MB de espacio en disco. Los discos duros S/34 contenían una función llamada «cilindro adicional», de modo que los puntos defectuosos del disco se detectaban y se asignaban dinámicamente a los puntos buenos del cilindro adicional. El espacio en disco en el System/34 estaba organizado por bloques de 2560 bytes.
El System/34 admitía paginación de memoria, la que se denomina intercambio. El System/34 podía intercambiar programas completos o segmentos individuales de un programa con el fin de liberar memoria para que se ejecuten otros programas.
Una de las características más distintivas de la máquina era un mecanismo de almacenamiento fuera de línea que utilizaba «cargadores»: cajas de disquetes de 8 pulgadas que la máquina podía cargar y expulsar esos disquetes de forma no secuencial.

## Software

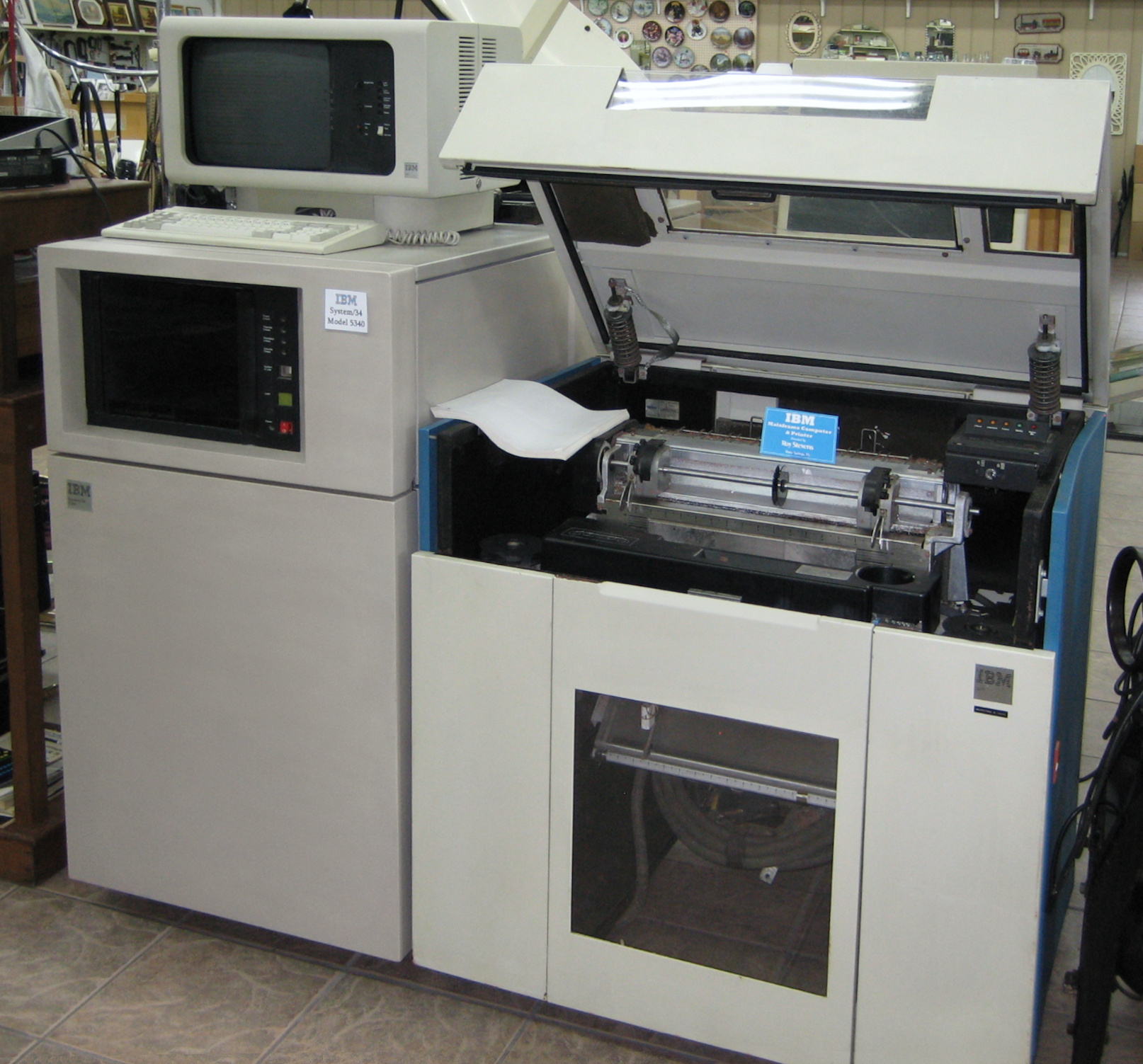
IBM System/34 con una terminal 5251 (en la parte superior) e impresora 5211 (a la derecha, con la parte superior abierta)

### Sistema Operativo
El Programa de Soporte del Sistema (SSP) era el único sistema operativo del S/34. Contenía soporte para multiprogramación, múltiples procesadores, 36 dispositivos, colas de trabajo, colas de impresora, seguridad, soporte para archivos indexados. Completamente instalado, ocupaba unos 5 MB. El Lenguaje de Control Operacional (OCL) era el lenguaje de control del SSP.

### Programación
Los lenguajes de programación iniciales de System/34 estaban limitados a RPG II y Basic Assemblerr cuando se presentó en 1977. El FORTRAN estuvo completamente disponible seis meses después de la presentación del 34, y COBOL estaba disponible como PRPQ. El BASIC S/34 se introdujo más tarde.

## Sistemas sucesores
El IBM System/38 estaba destinado a ser el sucesor del System/34 y de los sistemas System/3x anteriores. Sin embargo, debido a los retrasos en el desarrollo del System/38 y al alto costo del hardware una vez terminado, IBM desarrolló la plataforma System/36, más simple y económica, que fue más adoptada que el System/38. El System/36 fue una evolución del diseño del System/34, pero las dos máquinas no eran compatibles con el código objeto. En cambio, System/36 ofrecía compatibilidad con el código fuente, lo que permitía volver a compilar las aplicaciones System/34 en un System/36 con pocos o ningún cambio. Parte del hardware de System/34 era incompatible con el System/36.
Un producto de terceros de California Software Products, Inc. llamado BABY/34 permitió que las aplicaciones System/34 se transfirieran al hardware compatible IBM PC con MS-DOS.